# Popsu
 (juin 2025).
Si vous disposez d'ouvrages ou d'articles de référence ou si vous connaissez des sites web de qualité traitant du thème abordé ici, merci de compléter l'article en donnant les références utiles à sa vérifiabilité et en les liant à la section « Notes et références ».
Lieu de convergence des milieux de la recherche et de ceux qui font et gouvernent les villes, la Plateforme d’observation des projets et stratégies urbaines (POPSU) croise les savoirs scientifiques et l’expertise opérationnelle pour mieux comprendre les enjeux et les évolutions associés aux villes et aux territoires. Elle capitalise, à des fins d’action, les connaissances établies sur les métropoles et en assure la diffusion auprès de publics divers : professionnels, académiques, grand public.

## Quatre lignes directrices
Des méthodologies issues de la recherche pour produire et mettre en œuvre des connaissances.

### Produire de la connaissance sur les métropoles et les territoires
L’objectif est de comprendre la ville en train de se faire par ses projets, ses stratégies et son fonctionnement à la fois interne et dans ses relations avec son environnement. Il s’agit par l’observation, c’est-à-dire un décodage de la fabrique urbaine, d’analyser la définition et la mise en œuvre de politiques publiques, de stratégies urbaines, de pratiques de projets ― petits et grands ― et de règles du jeu urbain dans un contexte mouvant. Cet objectif se redouble d’un décryptage des transformations auxquelles les métropoles et les territoires sont confrontés en observant, en particulier, leurs stratégies d’adaptation face aux enjeux actuels, économiques, sociaux, politiques et de durabilité.

### Intensifier les liens entre les acteurs et les chercheurs
Selon la formule de François Ascher, il s’agit de définir et mettre en place « des espaces de traduction des résultats de la recherche en informations et connaissances utilisables par les mondes de l’action et en premier lieu les élus et les acteurs des services techniques ». L’enjeu est de consolider un dialogue au long cours entre les acteurs et les chercheurs par le développement de plateformes locales et d’expérimenter de nouvelles modalités d’échange plus réactives.

### Construire des analyses des comparaisons internationales, développer des échanges transnationaux d’expériences
Dans un monde qui s’est largement urbanisé, l’exigence de compréhension des univers urbains suppose un effort continu et au long cours d’observation et d’analyse des trajectoires des villes. Il s’agit de susciter des analyses comparatives entre métropoles françaises et d’engager des travaux thématiques pour proposer des clés de compréhension des politiques urbaines à l’œuvre dans les villes, leurs agglomérations et les territoires sur lesquels elles rayonnent. Un deuxième volet consiste à initier des comparaisons et des mises en réseaux à l’échelle européenne et internationale entre les métropoles en proposant aux acteurs l’analyse de projets et de stratégies innovantes. Cette dimension internationale s’inscrit dans une volonté de développement de partenariats avec des instances de recherches européenne et internationale.

### Capitaliser et valoriser les enseignements tirés de l’analyse auprès des publics concernés
Mise en place pour capitaliser et diffuser les connaissances produites auprès des milieux scientifiques, professionnels, institutionnels et en direction des élus, la valorisation du programme POPSU se structure autour de la production d’articles scientifiques, d’ouvrages thématiques et d’analyses de projets, de numéros spéciaux dans la presse professionnelle et scientifique. Des colloques, séminaires et rencontres acteurs-chercheurs rythment et clôturent les actions. Une capitalisation sur le web à la fois sur le site du programme, du Plan urbanisme construction architecture (PUCA) et des territoires partenaires permet de présenter les objectifs des programmes, leurs méthodes, leurs résultats, les rapports de recherche associés et les ouvrages produits. S’ajoute un objectif de diversifier et de renouveler les supports de productions pour proposer, à côté des ouvrages de recherche, des formats plus adaptés à une appropriation des enseignements par les milieux non académiques.

## Historique

POPSU Territoires (depuis 2018) et Transitions (depuis 2022).

Depuis sa création en 2004, POPSU a déployé plusieurs programmes : 
POPSU 1 de 2004 à 2009, POPSU 2 de 2010 à 2016, POPSU Métropoles de 2018 à 2022, POPSU Territoires depuis 2018 et POPSU Transitions depuis 2023.

POPSU 1 (2004-2009).
POPSU 2 (2010-2016).
POPSU Europe.
POPSU Monde.

### POPSU 1 (2004-2009)
Lancé en 2004,  le programme POPSU 1 a été clôturé en 2010. La fabrique de la ville a été analysée par des équipes de recherche en lien avec les acteurs locaux de l’urbanisme,  dans sept grandes agglomérations françaises. Le programme est basé sur un partenariat entre le PUCA, à travers le GIP AIGP devenu GIP EPAU, et les principales collectivités territoriales et autres acteurs de ces agglomérations.
L’action POPSU 1 est aujourd’hui achevée et l’ensemble des résultats est consultable sur le site de POPSU.

#### La valorisation des travaux de recherche
Cette action a fait l’objet d’une valorisation sous deux formes. Un cycle de colloques dans les différentes villes participantes a été organisé pour discuter des résultats propres à ces agglomérations, ainsi que des thèmes transversaux. Une collection d’ouvrages intitulée « La ville en train de se faire » a été éditée aux éditions Parenthèses. Le premier fait la synthèse des travaux comparatifs et les six autres traitent chacun d’une agglomération.

#### Équipe du programme POPSU 1
- Pilotage du programme POPSU 1 : Danièle Valabrègue.
- Responsable scientifique : Robert Prost.
- Président du conseil scientifique : Alain Bourdin.
- Chargés d'étude GIP EPAU/AIGP : Bénédicte Grosjean (2003-2004), Clément Orillard (2004-2011), Betty Jista (2007-2008), Joël Idt (2008-2010).

##### Le cycle des colloques dans les villes partenaires
L’année 2009 est consacrée à la restitution des travaux de POPSU via un cycle de colloques dans chacune des villes partenaires.
1. Faire la villeapproches, stratégies et méthodes :
À partir des résultats de leurs travaux, chercheurs et acteurs de la ville invitante démontrent ses spécificités dans sa manière de faire la ville.
2. Comparatifétude d’un thème :
Chaque colloque aborde l’un des cinq thèmes étudiés par POPSU sous l’angle comparatif au moyen d’une analyse transversale et du questionnaire.
3. La ville demainstratégie et projets :
Un débat replace les acquis de la recherche dans la perspective des enjeux urbains futurs de la ville invitante.

##### Publications
La collection « La ville en train de se faire » regroupe l'ensemble des publications de POPSU 1.
« La ville en train de se faire » des éditions Parenthèses regroupe une série d’ouvrages dans le champ de l’urbanisme et de l’aménagement, qui analysent la manière dont se construit la ville aujourd’hui dans ses différentes dimensions urbaines, architecturales, économiques, sociales, environnementales, etc. On y retrouve des contributions de chercheurs d’horizon divers, ainsi que des témoignages des praticiens qui agissent sur la ville.

### POPSU 2 (2010-2016)
Lancé en 2010, POPSU 2 est un programme de recherche qui met l'accent sur les connaissances à produire pour servir la stratégie des acteurs dans les métropoles. Il s'agit de se projeter dans l'avenir pour étudier en quels termes poser la ville de demain. La comparaison des différentes situations métropolitaines est plus particulièrement développée. Elle est articulée autour de cinq thèmes différents et concerne dix métropoles françaises parmi les plus importantes hors Ile de France (Bordeaux, Grenoble, Lille, Lyon, Marseille, Nantes, Rennes, Strasbourg, Toulon, Toulouse). Le programme POPSU 2 développe à la fois des monographies locales sur les agglomérations parties prenantes du programme et un travail comparatif à l’échelle nationale sur cinq thèmes. Deux ou trois thèmes sont approfondis par chaque équipe de recherche. Des séminaires ont été organisés pendant la durée du programme sur l’ensemble des thématiques.

#### La production POPSU 2
Les recherches menées par les équipes ont donné lieu à la rédaction de rapports téléchargeables. Le travail a été organisé sous deux angles : d’abord des monographies  menées dans chaque ville, mais également des analyses comparatives transversales portant sur cinq thèmes.

#### La valorisation des travaux de recherche
Cette action a fait l’objet d’une valorisation sous plusieurs formes :
- Un colloque national qui s’est déroulé les 10 et 11 juin 2014 à Paris pour discuter des résultats propres à ces agglomérations, ainsi que des thèmes transversaux.
- Une double série d’ouvrages aux éditions du Moniteur publié en 2015 : D’un côté, des publications thématiques visent à initier des comparaisons sur : Faire métropole, de nouvelles règles du jeu ? sous la direction de Marie-Pierre Lefeuvre, L’Économie de la connaissance et de la créativité, sous la direction d’Élisabeth Campagnac-Ascher, et La Métropole fragile, sous la direction d’Alain Bourdin. De l’autre, deux ouvrages monographiques sur Grenoble et Toulouse.
- Un cycle de rencontres « Être métropole dans un monde incertain » dans les métropoles en France.

Ce cycle de rencontres a abordé les grands défis et enjeux des métropoles françaises à la lumière des travaux menés dans le cadre du programme de recherche Popsu 2. En 2016-2107, huit rencontres rassemblant chercheurs, élus et praticiens ont été organisées dans les métropoles françaises. L’ambition de ces rencontres était de débattre des dynamiques urbaines à l’œuvre dans chacune des métropoles et d’en diffuser les enseignements les plus marquants. Constituées à partir des cinq thématiques du programme Popsu 2 – l’économie de la connaissance, la régulation urbaine, les fragilités urbaines, le développement durable, les gares et pôles d’échanges – ces rencontres, conçues sous la forme d’un dialogue pluridisciplinaire, ont posé les bases du futur programme de recherche.
- Un colloque international « Etre métropole dans un monde incertain » à Paris qui s’est déroulé les 14 et 15 septembre 2017 en partenariat avec la Cité de l'Architecture et du Patrimoine et qui  a interrogé la métropolisation à l’échelle internationale.

#### Conseil Scientifique du programme POPSU 2
Président : Alain Bourdin, sociologue et urbaniste, professeur à l’Institut français d’urbanisme - UPEM (Université Paris-Est Marne-la-Vallée), Lab’urba-EA 3482, responsable scientifique du programme POPSU 2.
Membres
- Virginie Bathellier, chargée de mission au PUCA, ministère de l'Environnement, de l'Energie et de la Mer, ministère du Logement et de l'Habitat durable, directrice du programme POPSU entre 2012 et 2015 ;
- Elisabeth Campagnac-Ascher, sociologue, directrice de recherche - LATTS (Laboratoire Techniques, territoires et sociétés), conseillère scientifique du programme POPSU 2 ;
- Hélène Dang-Vu, urbaniste, maître de conférences à l’Université de Nantes, Laboratoire ESO-UMR 6590, secrétaire scientifique du programme POPSU ;
- Marie-Pierre Lefeuvre, sociologue, professeur à l’Université de Tours, Laboratoire CITERES-UMR 7324 (Construction politique et sociale des territoires), conseillère scientifique du programme POPSU 2 ;
- Jean-Baptiste Marie, architecte et urbaniste, maître assistant associé à l'École nationale supérieure d’architecture de Normandie.
- Marie-Flore Mattei, géographe et urbaniste, chargée de mission au PUCA, ministère de l'Environnement, de l'Énergie et de la Mer, ministère du Logement et de l'Habitat durable.

### POPSU Europe (2010-2014)
Le programme POPSU Europe est une plate-forme d’échanges entre les acteurs des villes européennes et les milieux de la recherche urbaine en Europe. Partant des analyses transversales sur les villes françaises, la plate-forme européenne observe les projets et les stratégies à l’œuvre dans la fabrique des villes européennes.  Dans ce contexte, elle met l’accent sur l’identification de démarches innovantes de projet urbain au sein de l’action publique. Pour mettre ce programme en œuvre, la plate-forme organise des cycles de séminaires autour de thématiques contemporaines, favorisant les échanges entre des représentants de villes européennes et des experts, chercheurs universitaires ou praticiens. Les actes de ces séminaires peuvent être téléchargés sur le site du programme POPSU, et une publication bilingue clôture ces travaux.
En organisant et en diffusant les travaux réalisés au cours des séminaires, la plate-forme POPSU Europe favorise le dialogue entre les milieux de la recherche urbaine et les acteurs de nombreuses villes européennes. Elle fait connaître des stratégies urbaines et des démarches d’aménagement innovantes en interrogeant les pratiques professionnelles et en sollicitant le regard des chercheurs.
Depuis 2009, POPSU Europe a organisé plusieurs cycles de séminaires :

#### 1. Gares TGV et dynamiques urbaines
En 2009, POPSU Europe a abordé le thème des « Gares et dynamiques urbaines, les enjeux de la grande vitesse ». Elle a pour cela observé l’impact du développement des gares TGV sur les villes de Barcelone, Lille, Lyon, Marseille, Rotterdam, ainsi que le rôle des quartiers de gares sur les dynamiques de renouvellement urbain.

#### 2. La marche et le partage de l'espace public
En 2010, POPSU Europe a interrogé le thème du « Piéton dans la ville, l’espace public partagé ». Elle a analysé le rôle croissant de la marche et le partage de l'espace public entre les différents modes de déplacement dans les villes d’Amsterdam, Copenhague, Lausanne, Londres, Lyon, Paris et Vienne.

#### 3. La ville des créateurs
En 2011, POPSU Europe a questionné le thème de « La ville des créateurs » en observant la place et le rôle des entreprises créatrices, des créateurs et des artistes dans les processus de développement urbain dans les villes de Berlin, Birmingham, Lausanne et Lyon Montpellier, Montréal, Nantes.

#### 4. Des jardins dans la métropole
En 2012, POPSU Europe s’est penchée sur la mutation « Des jardins dans la métropole » et cherché à préciser les nouveaux usages et les pratiques sociales qui se développent dans les jardins d’Amsterdam, Berlin, Bruxelles, Lausanne, Lyon, Nantes, , Strasbourg, Toulouse, et sur les projets du bailleur social Paris OPH Paris habitat.

#### 5. Les zones inondables dans la ville: renouvellement des approches urbaines et des projets architecturaux
En 2013, la plateforme POPSU Europe a interrogé le renouvellement des approches urbaines et des projets architecturaux dans les villes européennes, face aux risques et inondations dans les villes d'Amsterdam, Dunkerque, Hambourg, Lyon, Mayence, Nîmes, Rotterdam, Toulouse.

#### 6. Ilots de chaleur urbains, stratégies des villes face aux changements climatiques
En 2014, en préparation de la COP 21, la plateforme POPSU Europe a interrogé le renouvellement des approches urbaines et des projets architecturaux dans les villes européennes, face aux changements climatiques.

### POPSU Métropoles (2018-2021)

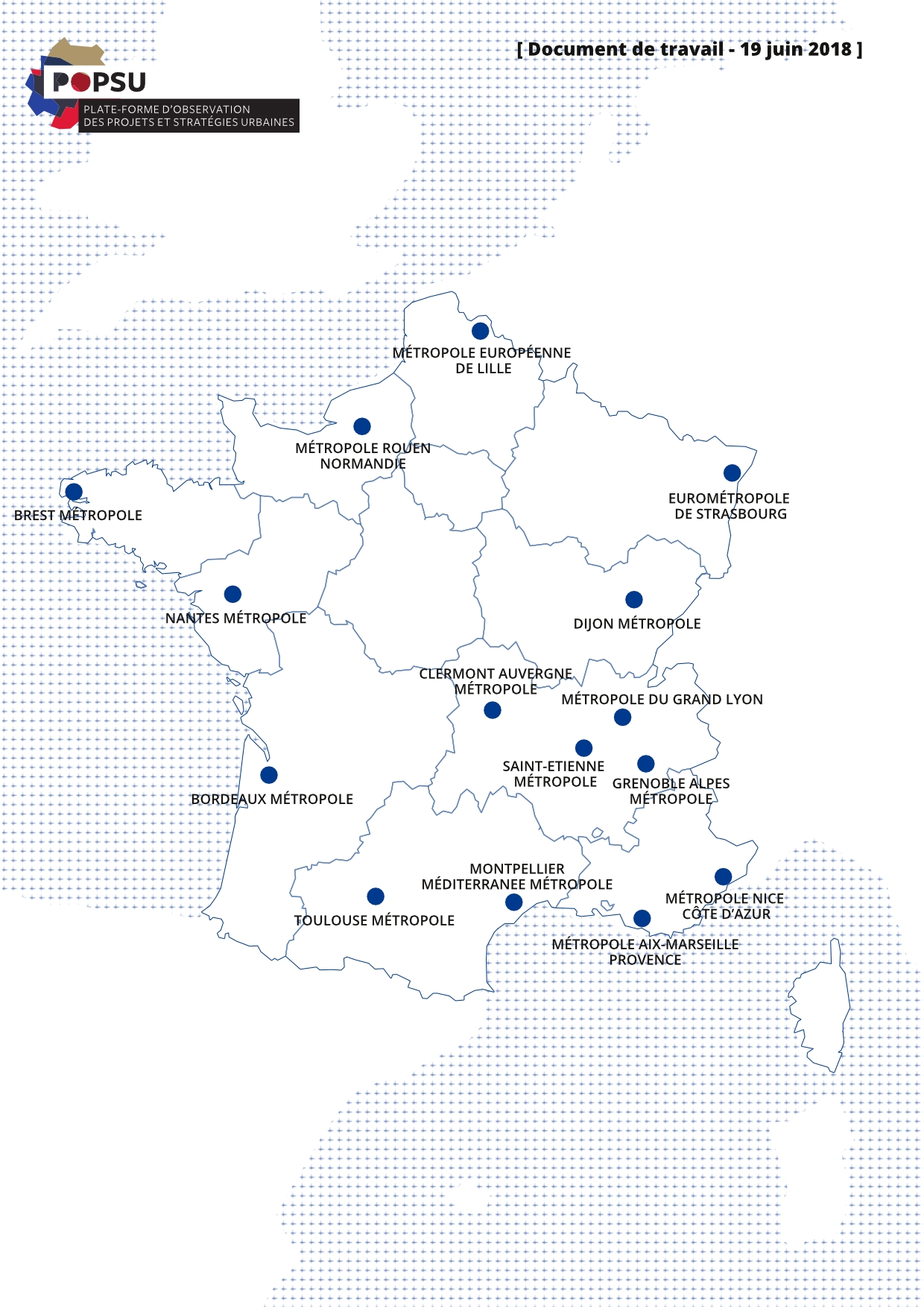

Le programme Popsu Métropoles s’inscrit dans la continuité des programmes Popsu 1, Popsu 2 et Europe. Il entend innover au regard de l’évaluation des trois programmes précédents, en confortant le rôle des plateformes locales, en replaçant l’analyse du fait métropolitain dans son environnement territorial et institutionnel et en expérimentant de nouveaux modes de production de la recherche. Il s’inscrit dans la continuité de la loi MAPTAM et accompagne la création des métropoles.
Popsu Métropoles est un programme de recherche partenarial en urbanisme entre l’État à travers le PUCA et les métropoles en France. Dans chacune des métropoles partenaires, il s’appuie sur un consortium associant une équipe d’une dizaine de chercheurs et d’un ou plusieurs doctorants. Le fondement et la justification de ce programme résident dans la volonté partagée de produire une meilleure intelligibilité des transformations et des évolutions des métropoles « au service » de l’action et de promouvoir une recherche susceptible d’éclairer les conditions de l’action et ses effets en favorisant, localement, le renforcement d’une communauté de chercheurs. Les 15 métropoles partenaires sont :
- Bordeaux Métropole
- Brest Métropole
- Clermont Auvergne Métropole
- Dijon Métropole
- Grenoble-Alpes Métropole
- Métropole Européenne de Lille
- Métropole de Lyon
- Métropole Aix-Marseille Provence
- Montpellier Méditerranée Métropole
- Nantes Métropole
- Métropole Nice Côte d’Azur
- Orléans Métropole
- Métropole Rouen-Normandie
- Eurométropole de Strasbourg
- Toulouse Métropole

Ce programme développe une analyse comparative à l’échelle nationale des méthodes et des éléments de connaissance mis en œuvre par les métropoles pour élaborer leurs projets métropolitains. Il s’est développé suivant le fil rouge « la métropole et les autres ». Il vise en particulier les complémentarités et les coopérations entre les métropoles et leur territoire : villes moyennes et petites, espaces agricoles et forestiers, espaces transfrontaliers, autres métropoles, grandes régions ; mais également les métropoles face aux défis mondiaux, économiques, démographiques et environnementaux. L’attention est aussi portée sur des thématiques locales à définir et co-construire lors du séminaire d'orientation avec les acteurs, élus et professionnels de l’aménagement de chacune des métropoles partenaires du programme.
POPSU Métropoles est placée sous la responsabilité scientifique de Marie-Christine Jaillet, Directrice de recherche au CNRS, LISST-Cieu.

#### Publications et collections: Les Cahiers POPSU
Les cahiers POPSU, co-édités avec Autrement (groupe Flammarion), rassemblent les connaissances inédites produites par les plateformes du programme POPSU Métropoles au fil de leurs travaux de recherche-action. Chaque cahier aborde, au sein d’une métropole, un enjeu au coeur des préoccupations des chercheurs et des décideurs locaux. Pour ce faire, les Cahiers associent, sous la forme de textes courts, les standards des publications scientifiques et ceux de l’édition grand public, de façon à rendre accessible au plus grand nombre les réflexions contemporaines sur le devenir des métropoles et des territoires avec lesquelles elles échangent. À ce jour 13 Cahiers ont été publiés :
- « Culture et Métropole. Une trajectoire montpelliéraine », Emmanuel Négrier et Philippe Teillet (dir.), octobre 2020
- « La métropole performative. Échelles de la fabrique métropolitaine rouennaise », Jean Debrie et Xavier Desjardins (dir.), décembre 2020.
- « Métropole et éloignement résidentiel. Vivre dans le périurbain lyonnais », Eric Charmes (dir.), février 2021.
- « De la ville-port à la métropole fluviale. Un portulan pour Strasbourg », Antoine Beyer et al., février 2021.
- « Métabolisme et Métropole. La métropole lilloise entre mondialisation et interterritorialité », Sabine Barles et Marc Dumont (dir.), mars 2021.
- « La métropole par la santé ? Coopérations dans les territoires de l’Orléanais », Pierre Allorant et al., mars 2021.
- « Transformations de l’action publique métropolitaine. Les laboratoires nantais et ses nouveaux objets », Laurent Devisme et Théo Fort-Jacques (dir.), mars 2022.
- « Métropole-paysage. Aix-Marseille-Provence, du récit métropolitain à l’action par le paysage », Syvile Salles et al., mars 2022
- « La métropole coopérative et ses ressources. Récits sur la gestion de l’eau et de l’alimentation à Bordeaux », Laura Brown et al., mars 2022.
- « La métropole et risques littoraux. Vers une gouvernance interterritoriale à Montpellier ? », Sylvain Barone et Laura Michel, juillet 2022.
- « Une métropole en mobilité. Récit de l’action publique rouennaise depuis les années 1950 », Juliette Maulat et Élise Guilerm, juillet 2022
- « Quand la Métropole cesse de s’étaler. Vers de nouveaux équilibres entre villes et campagnes à Lyon », par Roelof Verhage, décembre 2022.
- « La Métropole géographique et ses urbanismes. Grenoble ou l’art (oublié) d’habiter la plaine », Charles Ambrosino, décembre 2022.
- « La Métropole incontestable ? Métropolisations et mobilisations à Bordeaux », Gilles Pinson, Marine Luce, avril 2023.
- « L’habitabilité métropolitaine en question. Recompositions résidentielles et articulations des activités agricoles en territoire toulousain », Fabrice Escaffre, avril 2023
- « Coopérer par la métropole. L'agilité d'un pragmatisme brestois ? », Marthe Le Moigne, Lionel Prigent, juin 2023.
- « L'économie métropolitaine ordinaire Invisible, oubliée, essentielle », Magali Talandier, juin 2023.

## Les programmes actuels

### POPSU Territoires
Les petites villes sont des chaînons essentiels de l’armature urbaine française. Aux côtés des territoires ruraux, elles constituent la réalité quotidienne de nombreux ménages. Cependant, elles connaissent parfois des difficultés en matière d’activité commerciale et économique, d’accès aux services publics, de consommation foncière ou encore de mobilisation de leurs ressources territoriales (agricoles, culturelles, sociales, etc.). Dans le même temps, elles peuvent disposer de capacités d’innovation, afficher de bons indicateurs globaux grâce à la mobilisation d’acteurs économiques fédérateurs, réorganiser leurs activités vers des modèles en circuits courts ou réinventer leurs territoires à travers leur patrimoine ainsi que des projets culturels et touristiques. Vulnérables ou inscrites dans des trajectoires solides, isolées ou sous influence métropolitaine, les petites villes recouvrent une extrême diversité de situations.
Dans ce contexte, le programme POPSU Territoires vise, par le croisement des savoirs scientifiques et opérationnels, à mieux connaître les processus qui transforment les petites villes et les ruralités françaises. Il s’agit dans le même temps de nourrir les réflexions stratégiques des décideurs sur l’avenir de leurs territoires. Le programme aspire enfin à créer une dynamique de collaboration qui permette un enrichissement réciproque des élus, des praticiens de la ville, des concepteurs architectes et urbanistes, des chercheurs de diverses disciplines et des citoyens. Pour ce faire, des équipes de recherche organisent une observation in situ des territoires, à travers des études de cas approfondies permettant d’expliquer échecs ou réussites, puis de proposer des pistes d’action.
Le programme est placé sous la responsabilité scientifique d'Hélène Reigner, Professeure des universités, Institut d'Urbanisme et d'Aménagement Régional, Aix-Marseille Université.

#### Les projets lauréats

##### Les projets lauréats de la session de 2019
Une première consultation, lancée en juin 2018, a permis de désigner six projets de recherche-action lauréats, Ces études portent sur les fluctuations démographiques saisonnières à Marseillan (Hérault), sur les stratégies de développement territorial de Château-Thierry (Aisne) et de Rive-de-Gier (Loire), sur le modèle économique de Vitré (Ille-et-Vilaine), sur une démarche de marketing territorial initiée par l’Isle-sur-la-Sorgue (Vaucluse) ainsi que sur la mobilisation des ressources foncières et immobilières dans le centre-ville historique de Briançon (Hautes-Alpes).

##### Les projets lauréats de la session 2020
En 2019, 13 recherches ont été retenues dans le cadre de la deuxième session du programme POPSU Territoires et ont commencé en début d’année 2020. Elles portent sur la vacance commerciale en centre-bourg à Ambert (Puy-de-Dôme), l’impact de l’innovation numérique dans une petite commune rurale à Arvieu (Aveyron), les externalités socio-économiques d’un tiers lieu à Digne-les-Bains (Alpes-de-Haute-Provence), la place de la jeunesse dans les dynamiques territoriales à Foix (Ariège), les stratégies de transformation d’un quartier prioritaire de la politique de la ville à Lodève (Hérault), les impacts d’une fusion communale sur l’organisation spatiale, fonctionnelle, économique et sociale à Longuenée-en-Anjou (Maine-et-Loire), l’attractivité d’une petite centralité dans un territoire sous influence métropolitaine à Magny-en-Vexin (Val-d’Oise), l’évaluation des effets d’un appel à projets urbains innovants dans une petite ville à Nozay (Loire-Atlantique), les conditions de transition incarnées par la station biologique, entre rayonnement international et développement d’un écosystème industriel local à Roscoff (Finistère), les mobilités durables dans une commune périurbaine peu dense à Villers-Semeuse (Ardennes), les conditions de développement d’un système alimentaire qui prenne en compte la justice sociale à Tournus (Saône-et-Loire), la résistance de l’industrie à Vire (Calvados) et l’accueil des parcours résidentiels des personnes âgées dans un territoire rural à Xertigny (Vosges).

##### Les projets lauréats de la session 2021
Jacqueline Gourault, Ministre de Cohésion des territoires et des Relations avec les collectivités territoriales, a annoncé lundi 15 février 2021 les lauréats de la troisième session du programme POPSU Territoires. Les quinze projets retenus viendront compléter et enrichir les 20 projets mis en oeuvre dans les premières sessions du programme.

#### La valorisation
POPSU Territoires favorise une valorisation au fil de l'eau des travaux de recherche, en mobilisant différents supports (ouvrages, films, podcast...) afin de restituer la production scientifique du programme et participer au débat public.

##### Lescarnets de territoiresaux éditions Autrement
Les Carnets de Territoires rassemblent les connaissances produites par les plateformes du programme POPSU Territoires. Chaque carnet illustre une étude de cas et aborde les éléments du terrain, les hypothèses de recherche et les résultats, tout en rendant compte des échos que ces résultats peuvent avoir avec des phénomènes nationaux ou des cas proches. Conçus sous la forme de livrets largement illustrés, les carnets visent à rendre accessible au plus grand nombre les réflexions contemporaines sur les enjeux du territoire. Ils sont publliés aux éditions Autrement.

##### Les conférences POPSU
Cette collection de courts ouvrages qui met en débat les sujets liés aux mutations urbaines et territoriales, et visent à rapprocher les connaissances scientifiques de la pratique opérationnelle. Cette collection reprend en verbatim les conférences de chercheurs et d’acteurs, prononcés à l’occasion de séminaires, de colloques et d’entretiens, pour les faire connaître au grand public.

##### Des films documentaires, par l'Agence CAPA Corporate.
Dans le cadre du programme POPSU Territoires, des « portraits de petites villes » sont réalisés sous la forme de films documentaires par l’Agence CAPA. Ils visent à donner corps aux résultats des recherches menées au sein de POPSU et à rendre compte des débats en cours dans les contextes locaux. Ils sont visibles sur la chaîne Youtube du PUCA. Le documentaire « Briançon : habiter le centre ancien » a été désigné lauréat, en février 2020, du festival organisé par ONU Habitat à l’occasion du Forum Urbain Mondial d’Abu Dhabi.

##### Les rencontres POPSU
Les rencontres POPSU - séminaire de co-construction et diverses évènements régionaux et nationaux - sont ouvertes à toutes et tous et organisées régulièrement dans les territoires. Elles ont pour objet de mettre en visibilité les plateformes locales, en rassemblant l'ensemble de leurs membres et de leurs partenaires (élus, services, tiers parties prenantes, chercheurs etc). Elles constituent aussi une scène d'échange où les travaux de recherche sont appropriés et mis en discussion, afin d'en coconstruire et d'en approfondir les résultats. Sur le plan national, plusieurs évènements sont organisés pour croiser les regards sur les dynamiques touchant les petites villes.  

### POPSU Transitions
POPSU Transitions rassemble les savoirs scientifiques et l’expertise opérationnelle en « circuit court » pour positionner la recherche au service de l’action locale et nationale et des grandes mutations des territoires. L’objet de ce nouveau programme de la Plateforme d’Observation des Projets et des Stratégies Urbaines est de documenter, mesurer et accompagner les politiques territoriales de transitions dans les domaines de la lutte contre le changement climatique, ainsi que les transformations en matière économique, sociale, numérique, culturelle, démocratique.
Les équipes de chercheurs mobilisées seront issues des sciences sociales de l’urbain (géographie, aménagement-urbanisme, sociologie, science politique, économie, architecture), des sciences de l’environnement et de la nature (agroécologie, climatologie, écologie, hydrologie), de l’ingénieur (mobilité, énergie…) et de la santé. Cette dimension pluridisciplinaire permettra de combiner des approches visant à qualifier et quantifier les trajectoires territoriales : l’enjeu sera donc d’identifier et de mesurer les contributions des territoires aux politiques nationales de transitions, par l’agrégation d’indicateurs dans les domaines de la pollution (de l’air, des sols, de l’eau), de l’artificialisation et de la densification, de la préservation de la biodiversité, de la renaturation, etc.
L’ambition de ce programme reposera sur les axes suivants :
- Un élargissement du périmètre des collectivités

Les sites d’observation seront sélectionnés pour couvrir la variété des configurations territoriales. L’entrée spatiale du programme n’est donc pas uniquement celle fournie par les grandes villes. L’objectif est plutôt d’appréhender les politiques urbaines en faisant « atterrir » ces territoires dans leur « environnement ». Le pari de ce programme est en effet de considérer que les espaces urbains ne sont pas des systèmes hors-sols, bâtis contre ou à côté de la nature, mais qu’ils doivent retrouver leurs géographies et leurs milieux écosystémiques. C’est ce processus de redécouverte qui est au fondement de ce programme de recherche et qu’il s’agira de déplier dans chacun des territoires d’enquête. Au côté des métropoles, capitales régionales, des grandes villes moyennes intégreront le programme ainsi que des systèmes territoriaux associant des coalitions et des réseaux de collectivités.
- Des convergences entre politiques urbaines et dynamiques territoriales

Afin de sortir de l’opposition entre « grandes » et « petites » villes, POPSU Transitions engagera des recherches qui croiseront les regards et les problématiques communes à ces espaces. Un dialogue nourri sera ainsi noué avec le programme POPSU Territoires.
- Une pluridisciplinarité « radicale »

Des approches associant enquêtes qualitatives et approches statistiques et quantitatives décloisonneront les frontières disciplinaires.
- L’appui sur la pluralité des sciences sociales de l’urbain : géographie, aménagement-urbanisme, sociologie, science politique, économie, architecture ;
- Le recours aux sciences de l’environnement (agroécologie, climatologie, écologie, hydrologie), de l’ingénieur (mobilité, énergie…) et de la santé.
- Un soutien accru aux jeunes chercheurs :
Engagé dans la promotion de l’émergence d’une nouvelle génération de chercheurs en études urbaines, POPSU Transitions œuvrera dans deux directions :
  - Un renforcement du programme doctoral faisant l’objet de conventions CIFRE ;
  - L’appui à une communauté de jeunes chercheurs POPSU (150 doctorants et post doctorants à l’échelle nationale), dont la plateforme nationale assurera l’animation (séminaires conjoints, journées doctorales, Fêtes de la science…).
- Une stratégie de valorisation consolidée.

Une nouvelle collection d’ouvrages « Transitions » (Éditions Autrement), ainsi que les supports suivants :
- Des films sous la forme d’une série documentaire retraçant les trajectoires territoriales des politiques et des pratiques de transitions ;
- Une communication auprès d’un public large à l’occasion de la couverture de nos activités par un quotidien national dans le cadre d’un partenariat presse ;
- Des notes flashs (4 pages) destinées aux professionnels des politiques urbaines sur des sujets d’actualité en lien avec les axes des recherches-actions ;
- Des entretiens filmés avec les acteurs des politiques de transitions ;
- Des événements scientifiques (colloques, séminaires), grand public (dans des librairies et des lieux d’exposition) et auprès des services et des élus, aux échelles nationales et locales permettant de proposer une restitution in itinere des résultats.